# آلفيلديت
آلفيلديت ((Ni,Co)[SeO3]·2H2O) (بالإنجليزية : Ahlfeldite) عبارة عن معدن ثانوي المنشأ، يتواجد في بوليفيا